# Dendronephthya booleyi
Dendronephthya booleyi är en korallart som beskrevs av Henderson 1909. Dendronephthya booleyi ingår i släktet Dendronephthya och familjen Nephtheidae. Inga underarter finns listade i Catalogue of Life.